# Hermán Julio Brady Roche
Le général Hermán Julio Brady Roche (né le 10 février 1921 et mort le 16 mai 2011 à Santiago) est un militaire et un membre de la junte militaire gouvernant le Chili en tant que ministre de la Défense (1975 à 1978). Il fut également ministre d’État, président de la Commission nationale de l'énergie (es), de 1981 à 1990.
Lors du coup d'État du 11 septembre 1973, il est commandant en chef de la IIe Division de l'armée, chef de la garnison à Santiago du Chili. Chargé de l'application de l'état d'urgence dans la région de Santiago, il est la plus haute autorité militaire à Santiago après le général Augusto Pinochet lui-même.
Après l'arrestation d'Augusto Pinochet à Londres en 1998, le général Brady est accusé d'être responsable de plusieurs disparitions forcées, dont celles des douze proches de l'ancien président Salvador Allende présents dans le Palais de la Moneda et assassinés près de Tacna (dont un franco-chilien, Georges Klein), celle de l'Américain Charles Horman (en) et celle du diplomate hispano-chilien Carmelo Soria. Il a dès lors fait l'objet d'inculpations au Chili, en Espagne et en France, mais aucune procédure n’a abouti à sa condamnation.

## Les disparus du Palais de la Moneda
Hermán Julio Brady Roche est arrêté le 3 février 2004 au Chili pour complicité dans la disparition forcée du franco-chilien Georges Klein et de 11 autres détenus-disparus du Palais de la Moneda, séquestrés et assassinés à Tacna (Les onze autres détenus-disparus sont Jaime Barrios Meza, conseiller économique d'Allende et gérant de la Banque Centrale du Chili; Daniel Francisco Escobar Cruz, chef de cabinet du sous-secrétaire à l'Intérieur; Enrique Lelio Huerta Corvalán, intendant du Palais de la Moneda; Claudio Jimeno Grendi, conseiller du secrétaire général de la présidence; Oscar Reinaldo Ríos; Juan José Montiglio Murúa, chef de la garde présidentielle Grupo de Amigos Personales (es) (GAP) ; Julio Hernán Moreno Pulgar, membre de la GAP; Arsenio Poupin Oissel, membre du comité central du Parti socialiste et sous-secrétaire général du gouvernement; Julio Fernando Tapia Martínez, membre de la GAP; Oscar Enrique Valladares Caroca, membre de la GAP; et Juan Alejandro Vargas Contreras, membre de la GAP). Selon le rapport Rettig, les corps furent exhumés par l'armée en 1978, transportés dans des hélicoptères Puma et jetés à la mer afin de les faire disparaître et d'effacer ainsi toute trace du crime.
Le général Ramírez Pineda, commandant de la division de Tacna et inculpé avec sept autres militaires par le juge Juan Carlos Urrutia, avait en effet invoqué des ordres venant d'Hermán Brady pour sa défense, menant à son inculpation en février 2003. Mais dès le 6 février 2004, la Cour d'appel ordonne sa libération conditionnelle sous caution. Le 5 mai 2004, elle confirme son inculpation pour homicide qualifié.
En 2008, la Cour d'appel ne condamne que trois officiers dans cette affaire, à des peines très légères (200 jours de prison avec sursis).
L'enquête est cependant rouverte concernant d'autres proches d'Allende présents à La Moneda le jour du coup d'État et assassinés à Tacna, dont Luis Fernando  Rodríguez Riquelme, membre du Grupo de Amigos Personales (es) (GAP, la garde personnelle d'Allende créée par méfiance vis-à-vis de l'armée). En mai 2008, huit militaires, dont le général Brady et le brigadier-général Pedro Espinoza sont inculpés pour la disparition de celui-ci. Malgré son hospitalisation courant 2010, la requête présentée par Brady pour échapper au procès concernant les détenus de la Moneda et les membres de la GAP, au motif de démence, est rejetée en novembre 2010 par la Cour d'appel de Santiago.

## Missing
Dès 1977, l'agent de renseignement chilien González Verdugo a accusé le général Brady d'être impliqué dans la disparition forcée de l'Américain Charles Horman, qui inspira le film de Costa-Gavras, Missing (1982). Une plainte a été déposée au Chili en 2000 pour cette affaire, avec, notamment, comme coïnculpés, Pinochet et Pedro Espinoza. En 2006, l'affaire était toujours en cours.

## Procès en Espagne
Auparavant Commandant en Chef de la garnison de Santiago, Hermán Julio Brady Roche a fait l'objet d'une plainte en Espagne pour l'assassinat du diplomate hispano-chilien Carmelo Soria en 1976, de membres du groupe Izquierda Unida, ainsi que de la torture et de l'assassinat des prêtres Juan Alsina et Antonio Llido Mengual (respectivement en 1973 et 1974), l'accusant de génocide et de terrorisme. La Cour suprême chilienne avait clôt l'affaire Soria, suspendant toute poursuite, en 1996.
Il fait l'objet d'un mandat d'arrêt international délivré le 9 mai 2001 par le magistrat Baltasar Garzón. Mais le 31 mai 2002, l'Audiencia Nacional rejette ces accusations en vertu du principe de non-extraterritorialité du droit espagnol, suscitant la critique d'Amnesty International qui s'appuyait notamment sur un rapport de la Commission interaméricaine des droits de l'homme de 1999.
Cet arrêt est cependant cassé et annulé par le Tribunal Supérieur espagnol (TSE) le 3 mars 2004. Celui-ci devait examiner la validité de la loi sur la compétence universelle promulguée par l'Espagne. En vertu du principe de compétence personnelle passive, à savoir la nationalité espagnole des victimes, le TSE a jugé compétente l'Espagne dans cette affaire, s'appuyant notamment sur l'arrêt du 25 février 2003 concernant le génocide au Guatemala. En 2009, la justice espagnole décide de maintenir les poursuites contre le général Brady dans l'affaire Soria, inculpé aux côtés des responsables matériels de l'exécution, à savoir les membres de la Brigade Mulchen de la DINA (dont le général Raúl Iturriaga), et d'autres ex-ministres ou responsables militaires (le chef de la DINA Manuel Contreras, le brigadier-général Pedro Espinoza, etc.).

## Procès en France
À la suite d'une plainte déposée en France en 1998, après l'arrestation d'Augusto Pinochet à Londres, Brady Roche a été inculpé pour disparition forcée du franco-chilien Georges Klein. Le procès, qui concerne trois autres victimes et inclut le général Manuel Contreras, ex-chef de la DINA, s'est ouvert devant la cour d'assises de Paris en décembre 2010, en vertu du principe de compétence personnelle passive (à savoir la nationalité française des victimes), et non du principe de compétence universelle. Vivant en liberté au Chili, il comparaît par contumace.
Il meurt le 16 mai 2011 à l'hôpital militaire de Santiago.